# 아네호

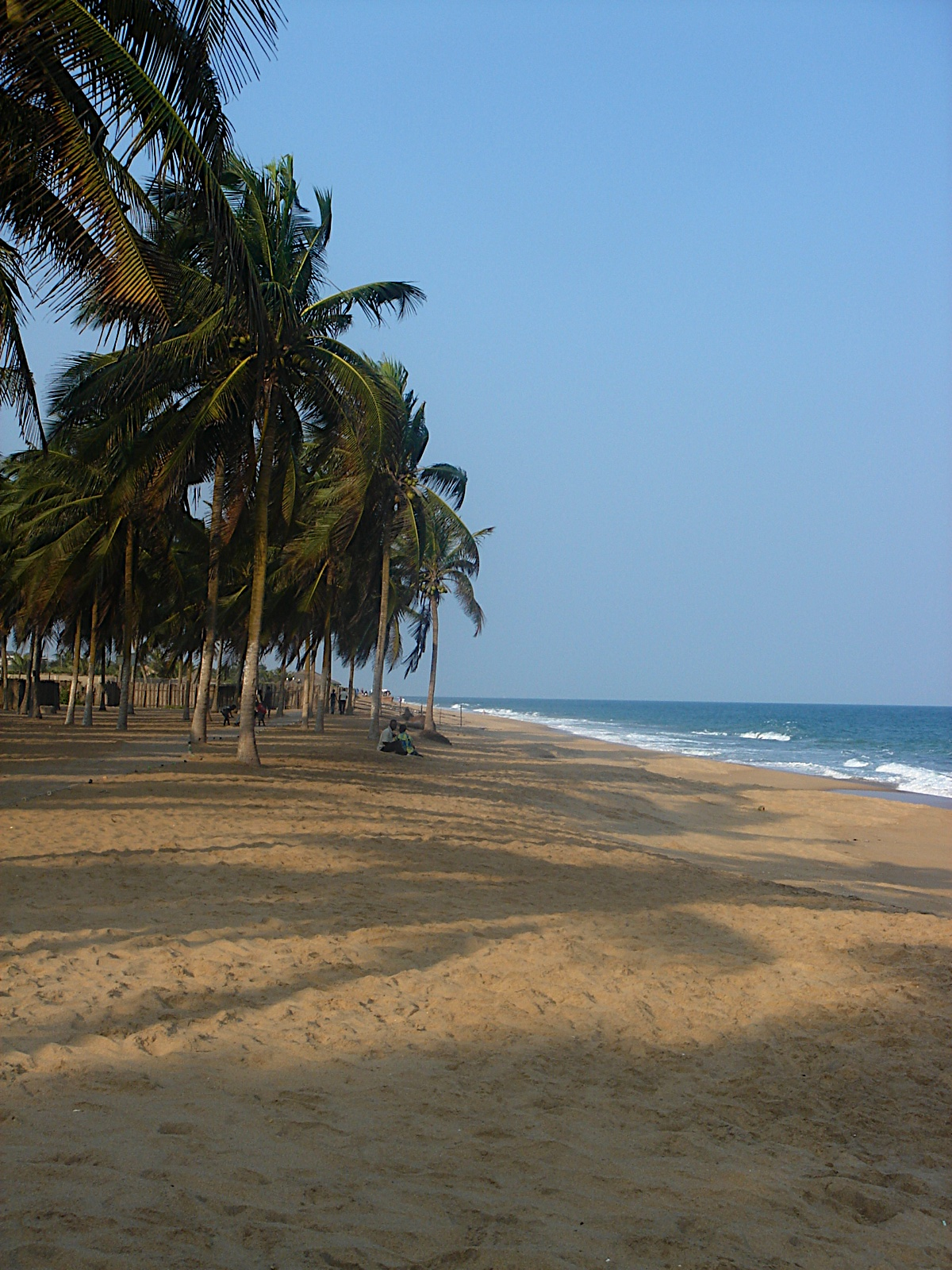

아네호(프랑스어: Aného)는 토고 마리팀주의 도시로 인구는 55,775명(2010년 기준)이다. 농업과 어업의 중심지이며 토고의 수도인 로메에서 동쪽으로 45km 정도 떨어진 곳에 위치한다.

## 같이 보기
- 노예 해안